# Corydalis pallida
Corydalis pallida är en vallmoväxtart som först beskrevs av Carl Peter Thunberg, och fick sitt nu gällande namn av Christiaan Hendrik Persoon. Corydalis pallida ingår i släktet nunneörter, och familjen vallmoväxter. Inga underarter finns listade i Catalogue of Life.

## Bildgalleri

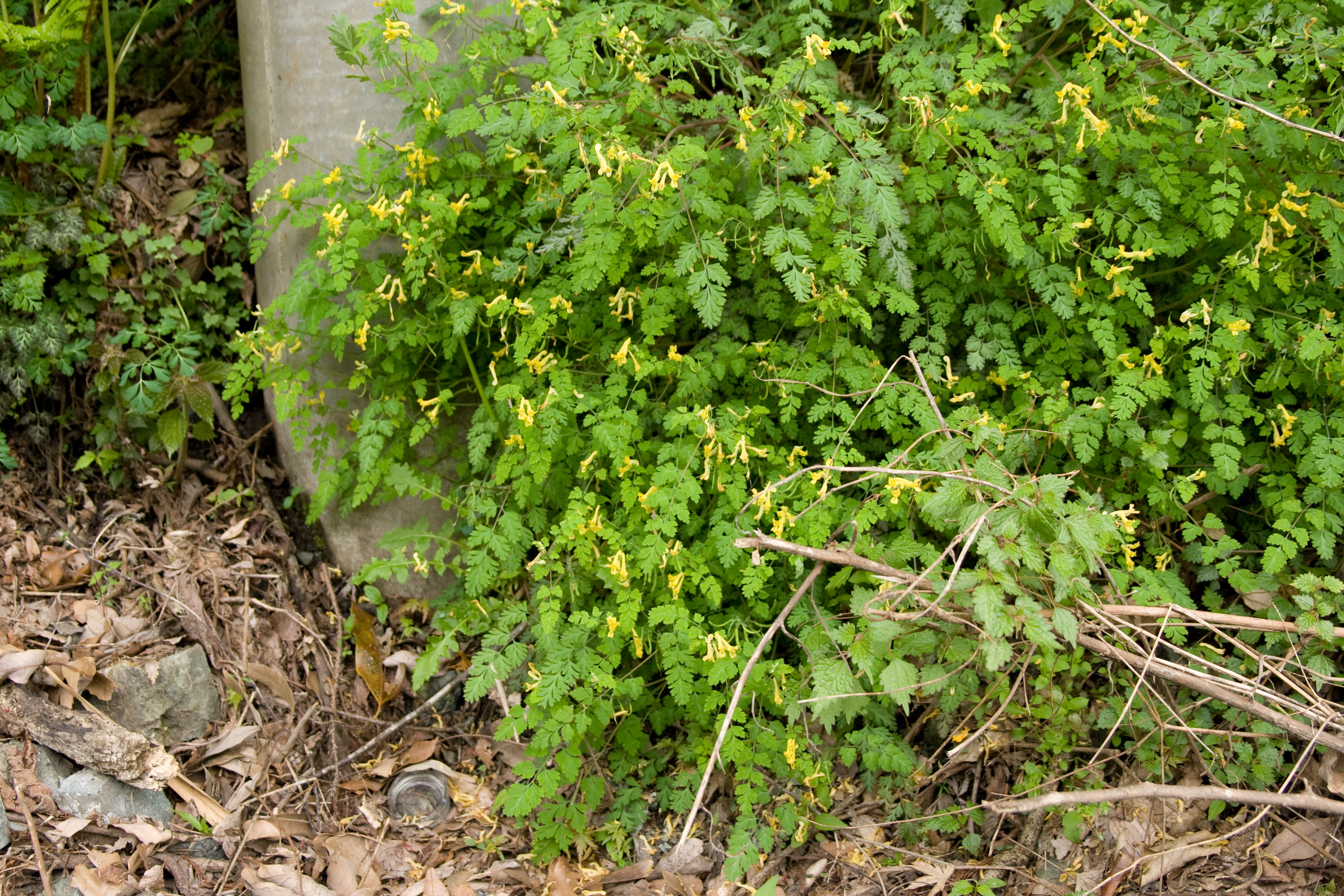
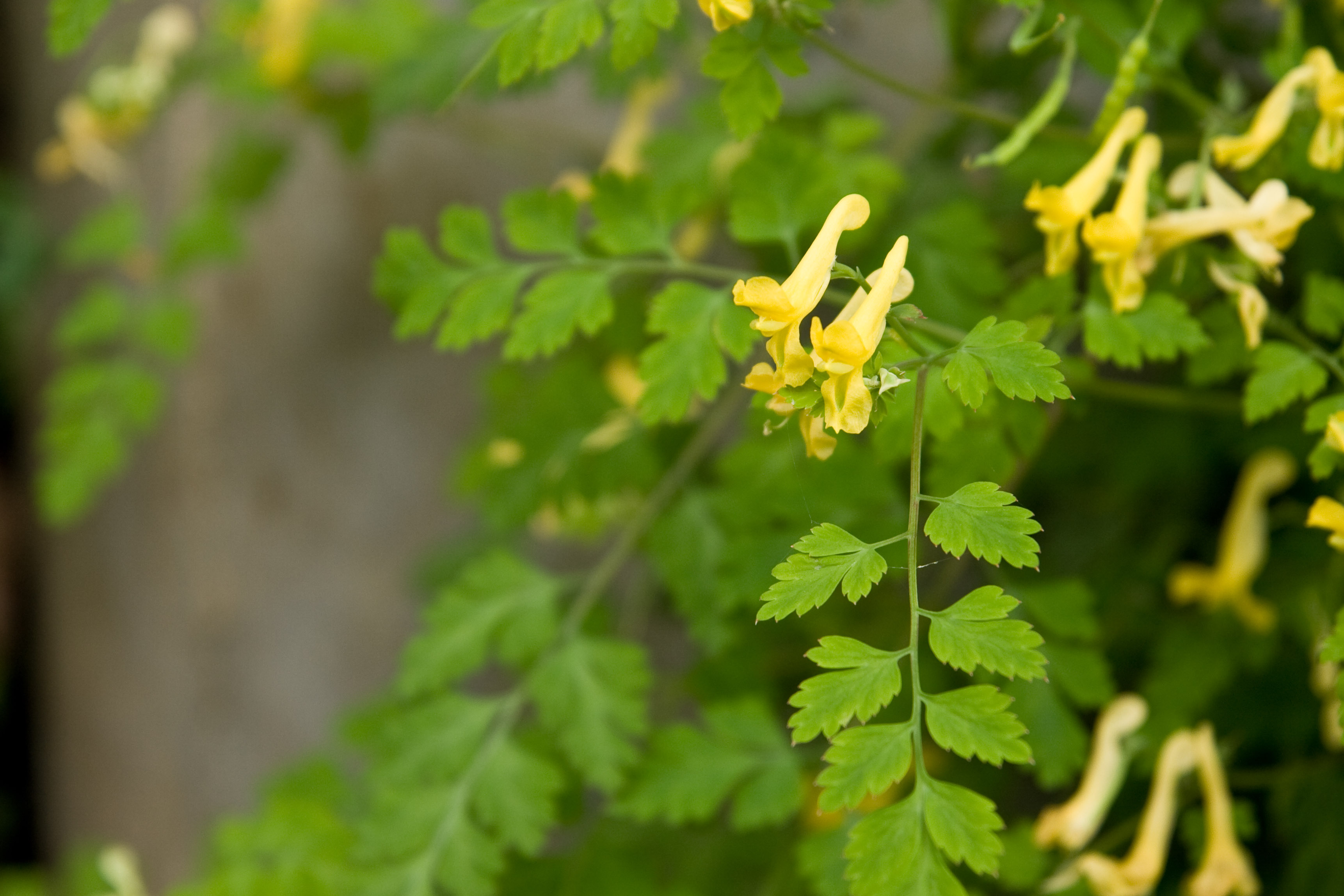
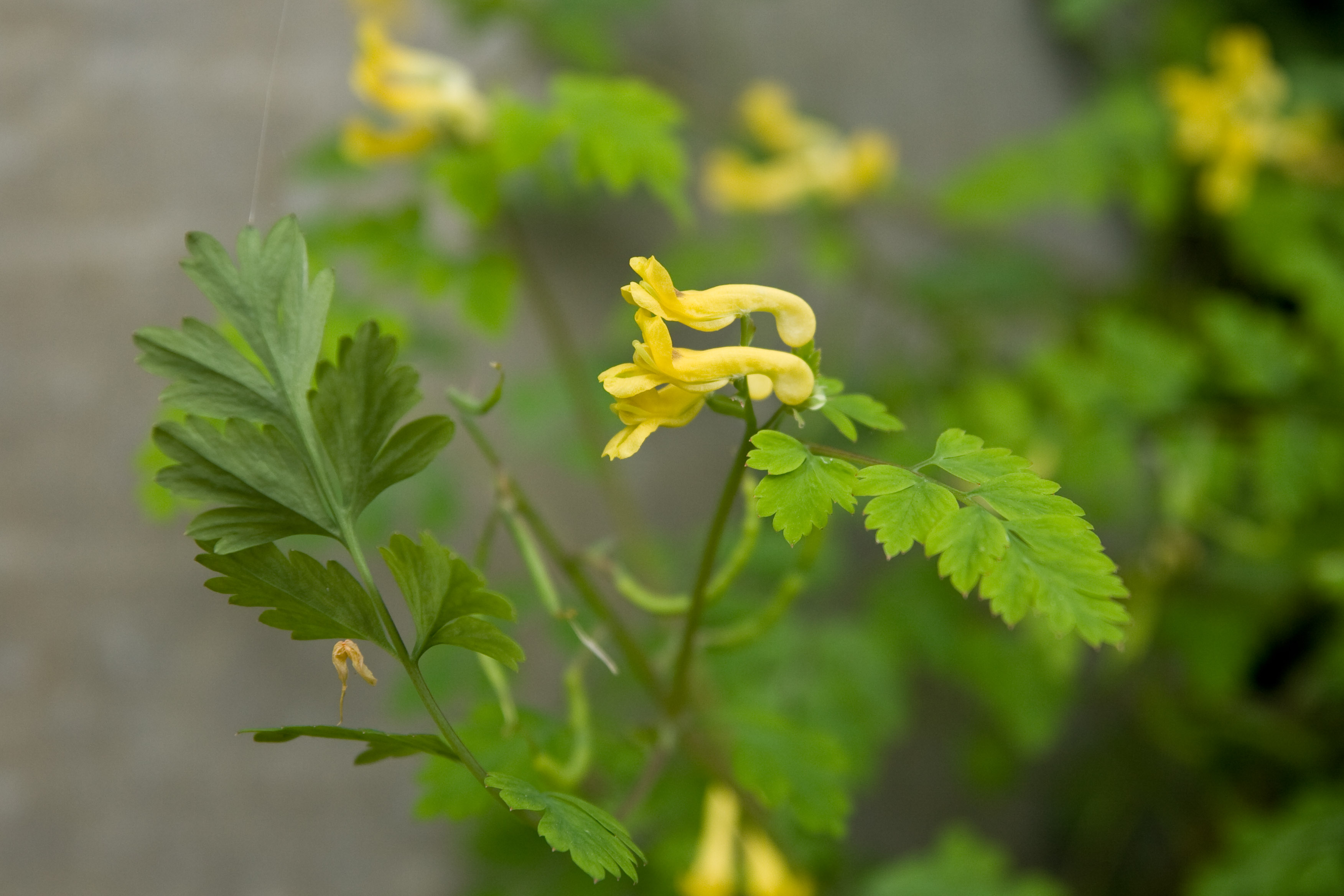
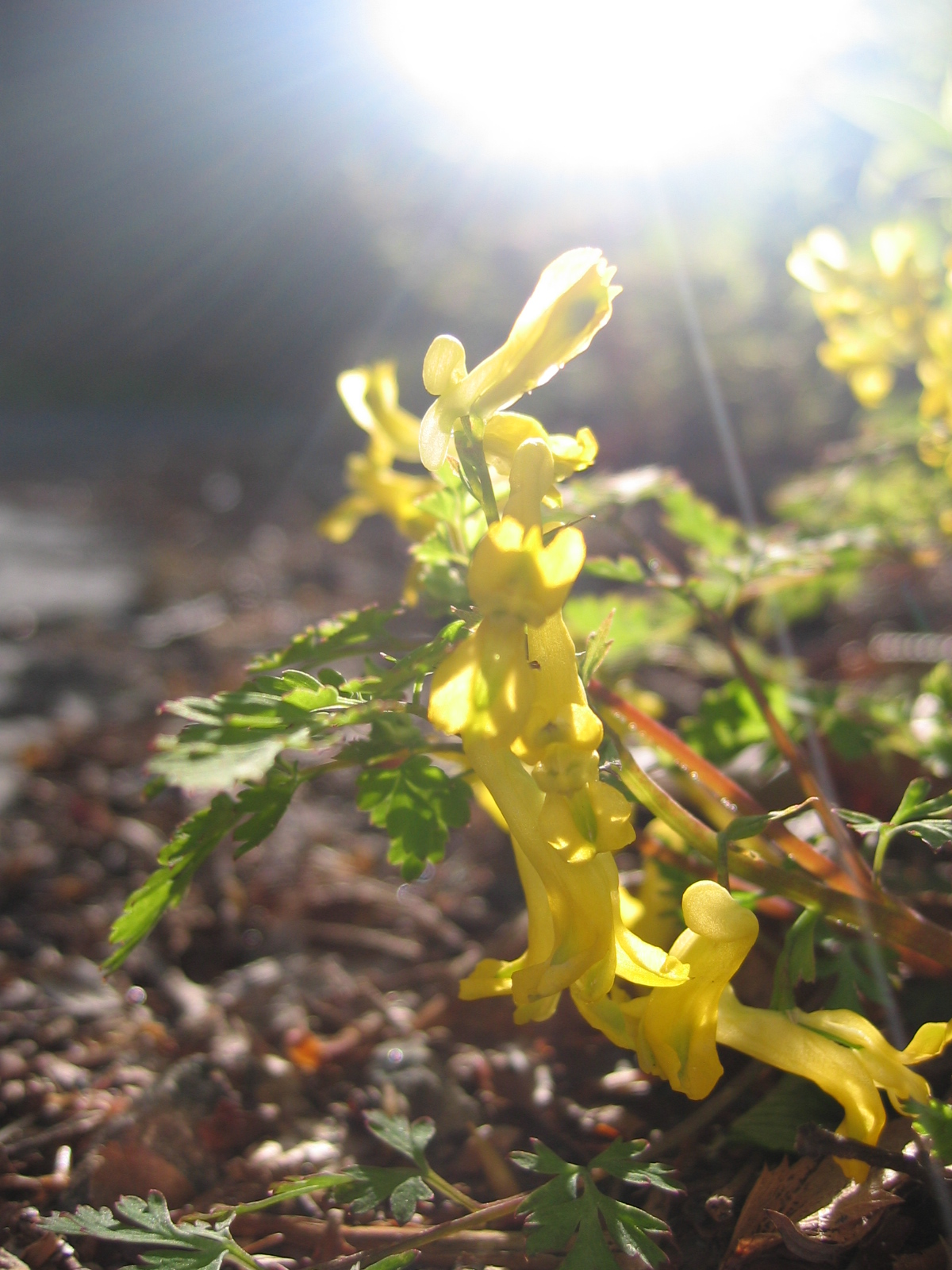